# Thea Rosenbaum
Thea Rosenbaum (* 5. August 1940 in Berlin) ist eine deutsch-US-amerikanische Journalistin und Kriegsreporterin.

## Biografie
Rosenbaum wurde am 5. August 1940 als Thea Krieger in Berlin geboren. Im Zweiten Weltkrieg war ihr Vater als Soldat im Kriegseinsatz. Als Fünfjährige erlebte sie, wie aufgrund der Luftangriffe der Alliierten in Berlin ihr Haus abbrannte. Sie und ihre Mutter lebten danach bei den Großeltern auf dem Land.
1953 zog die Familie nach Frankfurt am Main, wo Rosenbaum das Gymnasium Bettinaschule besuchte. 1958 ging sie als Au Pair für ein Jahr nach London. Nach ihrer Rückkehr belegte sie zunächst Weiterbildungskurse an der Goethe-Universität Frankfurt und arbeitete als Sekretärin bei der Investmentbank Oppenheimer & Co. 1961 legte sie ihre Börsenprüfung für die New Yorker Börse ab und begann als Börsenmaklerin an der Frankfurter Börse zu arbeiten. Mit 21 Jahren war sie die jüngste Person, die diesen Beruf ausübte und zugleich die erste Frau in Deutschland. Sie erlangt hierdurch mediale Aufmerksamkeit.
Bei einem Interview mit dem US-Radiosender AFN lernt sie den Journalisten Dick Rosenbaum kennen, den sie 1963 heiratete. 1964 wanderte sie per Schiffspassage zu ihrem Ehemann in die USA aus.
1966 ging das Ehepaar Rosenbaum nach Südvietnam, um über den Vietnamkrieg zu berichten. Thea Rosenbaum beginnt hier, nach einem Ausfall ihres Mannes, als Reporterin zu arbeiten. Zwischen 1967 und 1969 war sie die einzige Frau, die aus dem Vietnamkrieg für die Deutsche Presse-Agentur berichtete. Um direkt aus dem Kriegsgeschehen berichten zu können, absolvierte sie ein militärisches Training mit einer Fallschirmspringer-Ausbildung bei der südvietnamesischen Armee. Ihre Kriegsreportagen erschienen in vielen großen deutschen Zeitungen. Bei ihrer Arbeit wurde sie Zeugin schwerer Kämpfe, wie zum Beispiel der Tet-Offensive.
1968 kam Rosenbaums Sohn Peter zur Welt. 1969 ging sie mit ihm zurück in die USA und wohnte für einige Jahre in Chicago, wo sie als freie Journalistin für die Deutsche Presse-Agentur und einige amerikanische Zeitschriften arbeitete. 1974 zog sie nach Los Angeles. Sie schrieb hier hauptsächlich für Magazine wie Quick und Hörzu. 1975 kam Rosenbaums Tochter Petra in Hollywood zur Welt. Die Familie zog weiter nach Washington D.C.
Ab 1977 arbeitete Rosenbaum als Auslandskorrespondentin und als Produzentin für die ARD in Washington. Als Journalistin in den USA interviewte sie seit Ende der 1960er Jahre zahlreiche Prominente, von Schauspielern über Musiker bis hin zu amerikanischen Präsidenten.
1981 ließ sie sich von Dick Rosenbaum scheiden und heiratete 1993 Jens Heik, einen Kameramann des NDR. 2007 ließ sich Rosenbaum schließlich in Florida nieder, wo sie bis heute wohnt. 2013 nahm sie die amerikanische Staatsbürgerschaft an.

## Werke
- No place for a Lady. Mein ganz normales Leben. F. A. Herbig Verlagsbuchhandlung 2015.